# Frida Edström
Frida Maria Edström, född 27 november 1886, död 7 januari 1939, var en svensk konstnär.
Hon var dotter till kapten Simon Edström och hans hustru Maria Amalia Möller. Tillsammans med Astrid Wahlstedt ställde hon ut i Stockholm separat ställde hon bland annat ut i Karlstad ett flertal gånger. Med Föreningen Svenska Konstnärinnor medverkade hon i Philadelphiautställningen 1930 och föreningens utställningar på Liljevalchs konsthall. Hennes konst består av stilleben, landskap och hamnmotiv i olja.   